# 그리벳원숭이
그리벳원숭이는 긴꼬리원숭이과에 속하며 학명은 Cercopithecus aethiops이다. 대부분의 종은 땅딸막한 체격이며, 식성은 비교적 폭넓어 식물성 식물을 중심으로 곤충이나 새알을 먹으며, 어떤 종은 어린 영양이나 토끼를 잡아먹기도 한다. 몸길이는 33-110cm이며, 꼬리길이는 20-103cm이고, 꼬리가 없는 종도 있다. 털은 대체로 길지만 짧은 종도 있다. 모계 집단으로서 짝짓기를 끝낸 수컷이 무리를 떠난다. 무리를 이탈한 수컷은 다른 무리에 접근해서 그 무리의 암컷과 짝찟기를 하거나 또는 그 무리 속에 들어가서 수년 간을 보낸다. 이와 같은 사회 형태는 암컷이 태어나서 자란 집단을 떠나는 오랑우탄 사회와는 대조적이다. 대부분의 종은 무리라는 단층구조를 가진 데에 지나지 않으나, 몇몇 종은 상위 또는 하위의 구조를 갖는 중층적인 사회구조를 이룬다. 청각·후각이 예민하고, 여러 가지 얼굴 표정을 짓고, 소리도 낸다. 주로 낮에 활동하고 나무나 땅 위에 보금자리를 만든다. 임신 기간은 5-9개월이며, 한배에 1-2마리의 새끼를 낳는다. 사하라사막을 제외한 아프리카와 아라비아반도의 극히 일부 지역과 파키스탄 동쪽의 아시아에 분포한다.